# UAE Team ADQ
UAE Team ADQ (Kod UCI: UAD) – profesjonalna kobieca grupa kolarska z siedzibą w Abu Zabi w Zjednoczonych Emiratach Arabskich (do 2021 na licencji włoskiej), utworzona w 2011.

## Nazwa grupy w poszczególnych latach
| lata      | nazwa                       |
| --------- | --------------------------- |
| 2011      | MCipollini-Giordana         |
| 2012      | MCipollini-Giambenini-Gauss |
| 2013      | MCipollini-Giordana         |
| 2014–2019 | Alé Cipollini               |
| 2020–2021 | Alé BTC Ljubljana           |
| od 2022   | UAE Team ADQ                |

## Obecny skład (2024)
| Skład drużyny 2024            | Skład drużyny 2024   | Skład drużyny 2024           | Skład drużyny 2024                |
| Imię i nazwisko               | Data urodzenia       | Państwo                      | Poprzednia grupa                  |
| ----------------------------- | -------------------- | ---------------------------- | --------------------------------- |
| Safiya Al Sayegh              | 23 września 2001     | Zjednoczone Emiraty Arabskie |                                   |
| Alena Amialusik               | 6 lutego 1989        | Białoruś                     | Canyon-SRAM Racing (2022)         |
| Sofia Bertizzolo              | 21 sierpnia 1997     | Włochy                       | Liv Racing (2021)                 |
| Eugenia Bujak                 | 25 czerwca 1989      | Słowenia                     | BTC City Ljubljana (2019)         |
| Anastasia Carbonari           | 11 września 1999     | Łotwa                        | UAE Development Team (2023)       |
| Chiara Consonni               | 24 czerwca 1999      | Włochy                       | Valcar-Travel & Service (2022)    |
| Eleonora Gasparrini           | 25 marca 2002        | Włochy                       | Valcar-Travel & Service (2022)    |
| Mikayla Harvey                | 7 września 1998      | Nowa Zelandia                | Canyon-SRAM Racing (2022)         |
| Elizabeth Holden              | 12 września 1997     | Wielka Brytania              | Le Col-Wahoo (2022)               |
| Alona Iwanczenko              | 16 listopada 2003    | Rosja                        |                                   |
| Karolina Kumięga              | 16 kwietnia 1999     | Polska                       | Valcar-Travel & Service (2022)    |
| Erica Magnaldi                | 24 sierpnia 1992     | Włochy                       | Ceratizit-WNT Pro Cycling (2021)  |
| Tereza Neumanová              | 9 sierpnia 1998      | Czechy                       | Liv Racing TeqFind (2023)         |
| Silvia Persico                | 25 lipca 1997        | Włochy                       | Valcar-Travel & Service (2022)    |
| Karlijn Swinkels              | 28 października 1998 | Holandia                     | Team Jumbo-Visma (2023)           |
| Dominika Włodarczyk           | 27 stycznia 2001     | Polska                       | MAT Atom Deweloper Wrocław (2023) |
| Lara Gillespie (9 cze–31 gru) | 21 kwietnia 2001     | Irlandia                     | UAE Development Team (2024)       |
|                               |                      |                              |                                   |
| Źródło: ProCyclingStats       |                      |                              |                                   |